# Seasight-Klasse
Die Seasight-Klasse ist eine Baureihe von Passagierschiffen, die von der norwegischen Werft Brødrene Aa für die ebenfalls norwegische Reederei The Fjords gebaut wurde. Die Schiffe wurden komplett in Leichtbauweise erstellt und verfügen über alternative Antriebskonzepte (Hybridantrieb bzw. rein elektrischer Antrieb).

## Beschreibung
Die Schiffe sind 40 m lang und 15 m breit. Sie haben eine Kapazität von 400 Passagieren. Sie wurden von der Bauwerft komplett aus Verbundwerkstoffen mit Kohlenstofffaser und Kunstharz gefertigt. Der Rumpf der Schiffe wurde aufwendig in einem Stück mit Hilfe einer Sperrholzform aus Kohlenstofffaser und Harz unter Vakuum laminiert. Die Aufbauten bestehen aus entsprechend zugeschnittenen Komposit-Paneelen. Mit dieser Fertigungsmethode wurde erheblich an Gewicht gespart, eine wichtige Voraussetzung für energiesparenden Schiffsbetrieb.
Die Vision of the Fjords, das 2016 gebaute erste Schiff der Reihe, verfügt über einen Hybridantrieb, bestehend aus zwei Dieselmotoren mit je 749 kW, die über Generatoren Strom erzeugen, und einem Batteriepaket mit einer Kapazität von 600 kWh. Die Generatoren bzw. die Akkus speisen zwei Elektromotoren mit je 150 kW, welche die Propeller antreiben.
Aufgeladen werden die Akkus unterwegs durch die Überschussenergie des Dieselmotors und im Hafen durch Landstrom. Die wassergekühlten Permanentmagnet-Synchronmotoren (PMSM) können je nach Betriebsmodus als Generator oder Elektromotor betrieben werden. Der in den Akkus gesammelte Strom kann somit auch als alleinige Energiequelle genutzt werden, wenn der Dieselmotor ausgekuppelt ist. Damit kann für rund drei Stunden eine ruhige und emissionsfreie Fahrt erfolgen.
Die Future of the Fjords wurde 2018 im gleichen Design wie die Vision of the Fjords erbaut, verfügt im Gegensatz zu dieser jedoch über einen rein elektrischen Antrieb. Sie wird über zwei 450 kW starke Elektromotoren angetrieben. Am Anleger in Gudvangen steht eine Power Dock genannte Schnellladeeinrichtung zur Verfügung, mittels deren die Akkumulatoren der Future of the Fjords in nur 20 Minuten geladen werden können.
Die Legacy of the Fjords, das dritte Schiff der Reihe, wurde 2020 in Dienst gestellt. Wie die Future of the Fjords ist sie komplett elektrisch angetrieben.

## Einsatzgebiete
Sowohl die Vision of the Fjords als auch die Future of the Fjords werden durch die Reederei The Fjords (ein Tochterunternehmen der Reederei Fjord1 sowie des Touristikunternehmens FLÅM AS) als Ausflugsschiff zwischen Flåm und Gudvangen auf Aurlands- und Nærøyfjord eingesetzt. Der Nærøyfjord bildet zusammen mit dem weiter nördlich gelegenen Geirangerfjord die Weltnaturerbe-Stätte Westnorwegische Fjorde. Angeboten werden mehrere tägliche Abfahrten. Eine einfache Fahrt zwischen Flåm und Gudvangen, die an 1800 m hohen Bergen, kaskadenartigen Wasserfällen und typischen Siedlungen vorbeiführt, dauert ungefähr eineinhalb Stunden.
Die Legacy of the Fjords soll nach Fertigstellung auf dem Oslofjord eingesetzt werden.

## Auszeichnungen
Sowohl die Vision of the Fjords (2016) als auch die Future of the Fjords (2018) wurden auf der Hamburger Schiffbaumesse SMM als Ship of the year ausgezeichnet.